# Nguyen Thanh Hien
Nguyen Thanh Hien (6 de marzo de 1994, Budapest, Hungría) es una cantante vietnamita-húngara, ella compitió en un concurso de canto en Hungría en un evento llamado Megasztár donde salió en sexto lugar.

## Biografía
Nguyen Thanh Hien asistió a la escuela durante los años 2000 y 2006 en Sopron en la Escuela Lackner Kristóf donde cursó la primaria y donde además estudió instrumentos musicales como violín, piano y lecciones de canto. Ella fue estudiante desde 2006 a 2009, en el Sopron Széchenyi István cursando la escuela secundaria. Después su familia se trasladó a Budapest, donde asistió a la Agoston Trefort para cursar la secundaría.

## Discografía

### Álbumes
- 2009 Játék az egész
- * studio
- * Release Date: Nov. 13, 2009
- * Highest rank in the MAHASZ Top 40 was #23

### Videoclips
- 2009 - Túl szép
- 2010 - Játék az egész

## Presentación en televisión
- Megasztár
- Hal a tortán